# Association for Computing Machinery
Association for Computing Machinery (în traducere Asociația pentru Mașini de Calcul), cunoscută mai ales sub acronimul ACM, este o societate științifică și educațională din domeniul științei calculatoarelor. ACM a fost prima societate științifică din domeniul său, fiind înființată în 1947 în New York City, unde își are și sediul.

## Portalul și Biblioteca Digitală
ACM Portal este un serviciu online al ACM. Nucleul său sunt două secții principale: Biblioteca Digitală ACM și Ghidul ACM către Literatura Computațională.
Biblioteca Digitală ACM este colecția de texte complete  a tuturor articolelor publicate de ACM în activitatea sa: articole, jurnale și conferințe.

## Vezi și
- 1947 în informatică

## Legături externe
- Site web oficial
- ACM portal for publications
- ACM Digital Library
- Association for Computing Machinery Records, 1947-2009, Charles Babbage Institute, University of Minnesota.